# Time and a Word
Time and a Word – drugi album grupy Yes, wydany w 1970 roku.

## Spis utworów
| 1. | No Opportunity Necessary, No Experience Needed (Richie Havens) | 4:48  |
|    |                                                                |       |
| 2. | Then (Jon Anderson)                                            | 5:46  |
|    |                                                                |       |
| 3. | Everydays (Stephen Stills)                                     | 6:08  |
|    |                                                                |       |
| 4. | Sweet Dreams (Jon Anderson/David Foster)                       | 3:50  |
|    |                                                                |       |
| 5. | The Prophet (Jon Anderson/Chris Squire)                        | 6:34  |
|    |                                                                |       |
| 6. | Clear Days (Jon Anderson)                                      | 2:06  |
|    |                                                                |       |
| 7. | Astral Traveller (Jon Anderson/David Foster)                   | 5:53  |
|    |                                                                |       |
| 8. | Time and a Word (Jon Anderson/David Foster)                    | 4:32  |
|    |                                                                |       |
|    |                                                                | 39:37 |
|    |                                                                |       |
Dodatkowe nagrania umieszczone na wydanej w roku 2003 reedycji albumu:
| 1. | Dear Father (Jon Anderson/Chris Squire)                                       | 4:14  |
|    |                                                                               |       |
| 2. | No Opportunity Necessary, No Experience Needed (Original Mix) (Richie Havens) | 4:46  |
|    |                                                                               |       |
| 3. | Sweet Dreams (Original Mix) (Jon Anderson/David Foster)                       | 4:20  |
|    |                                                                               |       |
| 4. | The Prophet (Single Version) (Jon Anderson/Chris Squire)                      | 6:33  |
|    |                                                                               |       |
|    |                                                                               | 19:53 |
|    |                                                                               |       |

## Skład
- Jon Anderson – wokal
- Chris Squire – bass, wokal
- Peter Banks – gitary, wokal
- Tony Kaye – instrumenty klawiszowe
- Bill Bruford – perkusja